# Модрищки манастир
Модрищкият манастир „Свети Атанасий Велики“ или „Свети Атанас“ (на македонска литературна норма: Модришки манастир „Свети Атанасиј Велики“, „Свети Атанас“) е поствизантийска църква в поречкото село Модрище, Северна Македония. Църквата е част от Бродското архиерейско наместничество на Дебърско-Кичевската епархия на Македонската православна църква – Охридска архиепископия.
Манастирът съществува някъде от около XIII век. В писмените извори се споменава най-рано в 1316 година под името „Света Богородица“, когато неговият игумен Вартоломей присъствал на избора на охридския архиепископ Никодим.
Сегашната църква е изградена в 1728 година или в първите десетилетия на ХІV век, откогато е запазената живопис. От първоначалната църква са запазени части от западната, северната и източната страна. Представлява еднокорабна църква с тристранна апсида, която вероятно е имала и купол. Градена е от дялани камъни и редове тухли. Авторът на живописта е зографът изписал и „Свети Никола“ в Шишево, в пролома на Треска.